# Katona község
Katona község (románul: Comuna Cătina) község Kolozs megyében, Romániában. Központja Katona, beosztott falvai Hágótanya, Hodaie, Kapor, Melegföldvár, Melegvölgyitanya.

## Fekvése
Az Erdélyi-medence északi részén, a Maros és Szamos közötti dombos vidéken helyezkedik el, Kolozs megye keleti részén. Szomszédos községek északon Buza, nyugaton Gyeke, délnyugaton Pusztakamarás. Távolsága Kolozsvártól 60, Szamosújvártól 31 kilométer. A DJ 109C megyei úton közelíthető meg.

## Népessége
A 2011-es népszámlálás adatai alapján a község népessége 1993 fő volt, ami csökkenést jelent a 2002-ben feljegyzett 2203 főhöz képest. A lakosság többsége román (76,67%), a magyarok részaránya 17,41%, a romáké 4,01%. Vallási hovatartozás szempontjából a lakosság többsége ortodox (71,3%), emellett élnek a faluban reformátusok (12,39%), római katolikusok (8,23%) és görögkatolikusok (5,32%).

## Nevezetességei
A községből az alábbi épületek szerepelnek a romániai műemlékek jegyzékében:
- a katonai Mindenszentek-templom (LMI-kódja CJ-II-m-B-07552)
- a melegföldvári református templom (CJ-II-m-B-07612)

## Híres emberek
- Katonán született Barcsay Jenő festőművész (1900-1988).